# Шепјетово
Шепјетово (пољ. Szepietowo) град је у Пољској у Војводству подласком. По подацима из 2012. године број становника у месту је био 2322.

## Становништво
| 2012. |
| ----- |
| 2.322 |